# Адльгассер, Антон Каэтан
Антон Каэтан Адльгассер (нем. Anton Cajetan Adlgasser; 1 октября 1729, Инцелль — 22 декабря 1777, Зальцбург) — австрийский композитор и органист баварского происхождения.
Родился и вырос в Баварии, в пятнадцатилетнем возрасте переехал в Зальцбург, где учился сперва в латинской гимназии при Зальцбургском университете. Изучал музыку под руководством придворного органиста Иоганна Эрнста Эберлина (впоследствии женился на его дочери). С 1750 г. и до конца жизни служил органистом в Зальцбургском соборе. После посещения в 1764—1765 гг. Италии поставил в Зальцбурге (1767) свою единственную оперу `La Ninetti` по либретто Пьетро Метастазио. Создал также около 20 ораторий и ряд произведений духовной музыки, многие из которых продолжали исполняться в церквах Зальцбурга спустя долгие годы после его смерти. «Реквием» Адльгассера был в 1994 году записан зальцбургскими музыкантами под руководством Э. Хинрайнера.
Умер от апоплексического удара во время игры на органе. После его смерти место органиста занял Вольфганг Амадей Моцарт, бывший высокого мнения о музыке Адльгассера.